# مجید دبستانی
مجید دبستانی (زادهٔ ۱۳۳۰ در بم) نمایندهٔ حوزهٔ انتخابیهٔ بم در دورهٔ پنجم مجلس شورای اسلامی بوده‌است. وی پیش‌تر در دورهٔ چهارم نیز عضو این مجلس بود.